# Nové Hodějovice

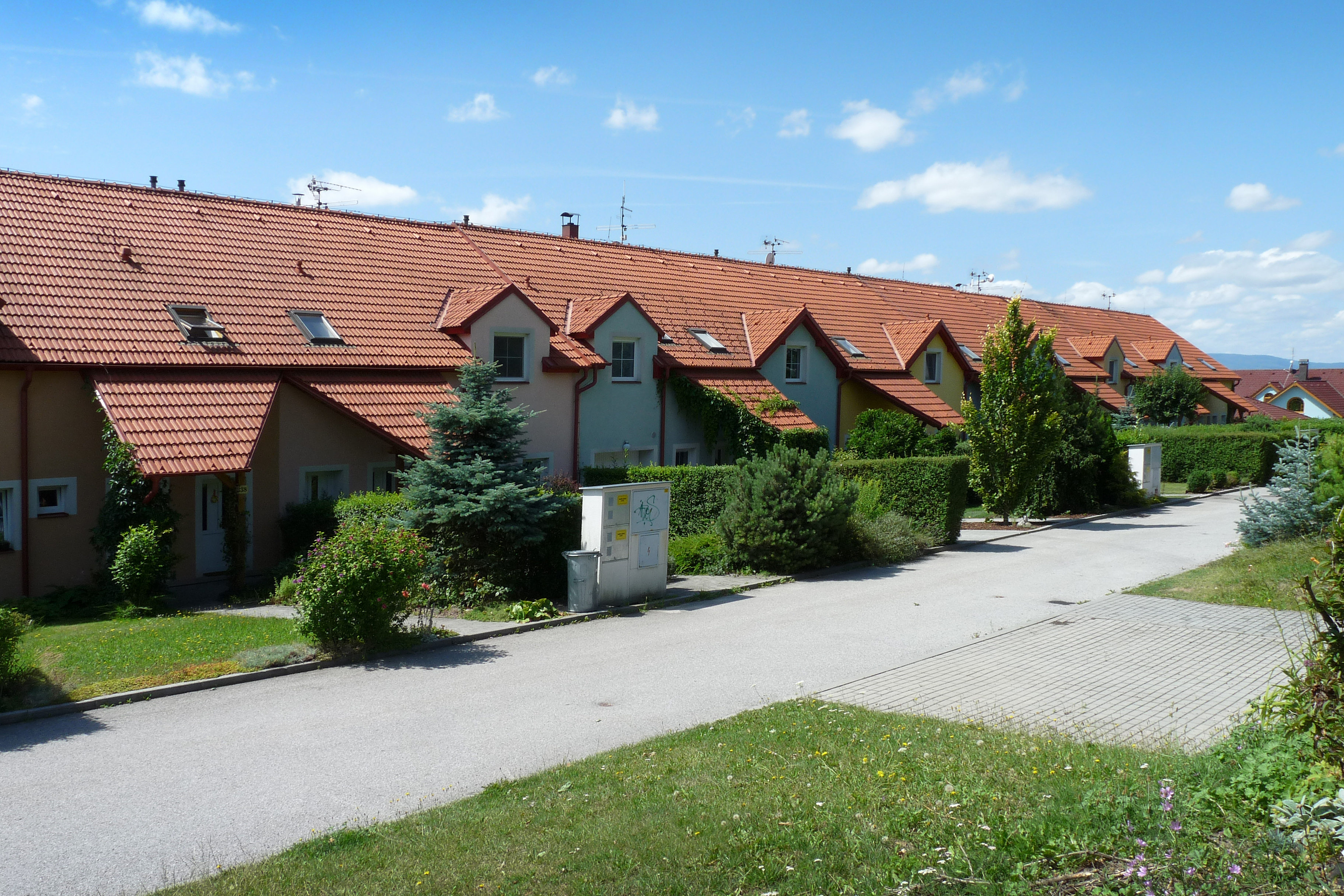
Řadové domky v Hodějovické ulici ve Starých Hodějovicích

Nové Hodějovice (německy Neu Hodowitz) jsou bývalá samostatná obec, dnes součást Českých Budějovic 6. Představují největší ves v rámci českobudějovické aglomerace, nově vzniklou ve 20. století. Na rozdíl od ostatních vsí této skupiny též představují jasně ohraničenou samostatnou jednotku.
Nové Hodějovice začaly vznikat na počátku 20. století jakožto zástavba z rodinných domků na okraji Starých Hodějovic, jichž byly zpočátku součástí. V roce 1930 měly 84 domů a 538 obyvatel a stále rostly. V roce 1957 se staly samostatnou obcí, ale již v roce 1963 byly spojeny s Českými Budějovicemi a v roce 1970 se staly sídelní jednotkou obvodu České Budějovice 6. V roce 2001 vykazovaly podle sčítání lidu 291 domů a 845 obyvatel. V roce 2011 měly Nové Hodějovice 903 obyvatel podle trvalého bydliště a 887 obyvatel podle obvyklého pobytu. V Nových Hodějovicích se nachází kostel Panny Marie Královny Andělů vystavěný v letech 1938–1940 a u něj socha Immaculaty z roku 1727 od Josefa Dietricha, která sem byla přesunuta v roce 1940 od Plavské silnice.
Poblíž Nových Hodějovic se také nachází odkaliště.